# ダフィーはロビンフッド
『ダフィーはロビンフッド』(Robin Hood Daffy、　1958年3月8日)とは、アメリカ合衆国の映画会社のワーナー・ブラザースの短編アニメシリーズのメリー・メロディーズによる作品。旧吹替えの邦題は「ダフィーのロビンフッド」。

## 製作スタッフ
- 監督　チャック・ジョーンズ
- 製作総指揮　ジョン・W・バートン
- アニメーション製作　エイヴ・レヴァイトー、リチャード・トンプソン、ケン・ハリス
- 脚本　マイケル・マルティーズ
- レイアウト　モーリス・ノーブル
- 背景画　フィリップ・デガード
- 声優　メル・ブランク
- 映画製作　トレッグ・ブラウン
- 音楽　ミルト・フランクリン

## 内容
ここはシャーウッドの森。この森に住むお尋ね者のロビン・フッドのダフィー・ダックはブズーキを弾きながら陽気に歌うが、坂で転んだはずみに池の中へ落ちてしまう。丁度それを見かねた修道僧のポーキー・ピッグはその間抜けぶりに大笑い。侮辱されて怒るダフィーは彼に勝負を挑むが簡単に負けてしまう。
そしてポーキーはダフィーに向かって「ロビン・フッドの隠れ家に案内してくれ」と言う。勿論ダフィーは自分がロビン・フッドであることを証明するが、ポーキーはダフィーが本当にロビン・フッドか怪しむ。そこでダフィーは自分が本物のロビン・フッドだということを見せ付けるため、通りかかる貴族を標的にするが･･･。

## キャスト
| キャラクター     | 原語版         | 旧吹き替え版 | 新吹き替え版 |
| ---------------- | -------------- | ------------ | ------------ |
| ダフィー・ダック | メル・ブランク | 江原正士     | 高木渉       |
| ポーキー・ピッグ | メル・ブランク | 兼本新吾     | 龍田直樹     |
| ナレーション     | -              | 土井美加     | 梅津秀行     |